# Hufvudstadsbladet
Hufvudstadsbladet é o jornal de língua sueca de maior circulação da Finlândia. A sua sede localiza-se em Helsínquia, a capital do país. O seu nome significa, em português, "o jornal da capital". Informalmente, também é conhecido pelos diminutivos Husis ou Höblan.
Foi fundado por August Schauman, em 1864, tendo a primeira edição sido publicada em 5 de dezembro desse ano. Em finais do século XIX, era o jornal de maior circulação da Finlândia.
Em 1920, foi fundada a companhia Hufvudstadsbladets Förlag och Tryckeri AB para gerir o jornal. O seu proprietário principal e diretor executivo era Amos Andersson, que também acumulou o cargo de editor chefe entre 1922 e 1936. A instituição Konstsamfundet (significando algo como "a fundação para a arte"), fundada por Andersson em 1940, passou a deter o Hufvudstadsbladet em 1945 e tem sido a única proprietária desde então.
Semanalmente, são distribuídos suplementos com o jornal, conhecidos com Vision (programação de rádio e televisão), às quintas-feiras, e Söndagsbilagan (sobre cultura e viagens), aos sábados.
Desde 2004, tem circulado com o formato tabloide. Após esta alteração, ganhou em 2006 o prémio para o melhor jornal europeu do ano, na categoria de jornais locais.